# تيجا (حلويات)
تيجا (بالإسبانية: teja)‏، [texa]) وهي حلوى على شكل زلابية من إقليم إيكا في بيرو. وتحتوي على حشوة مانجار بلانكو (نوع من المهلبية) والفاكهة المجففة أو المكسرات. يكون الجزء الخارجي منها قشرة تشبه أقراص السكر، مع أنه في بعض الأحيان يكون الغلاف الخارجي من الشوكولاتة ويعرف باسم (خليط الشوكوتيا).

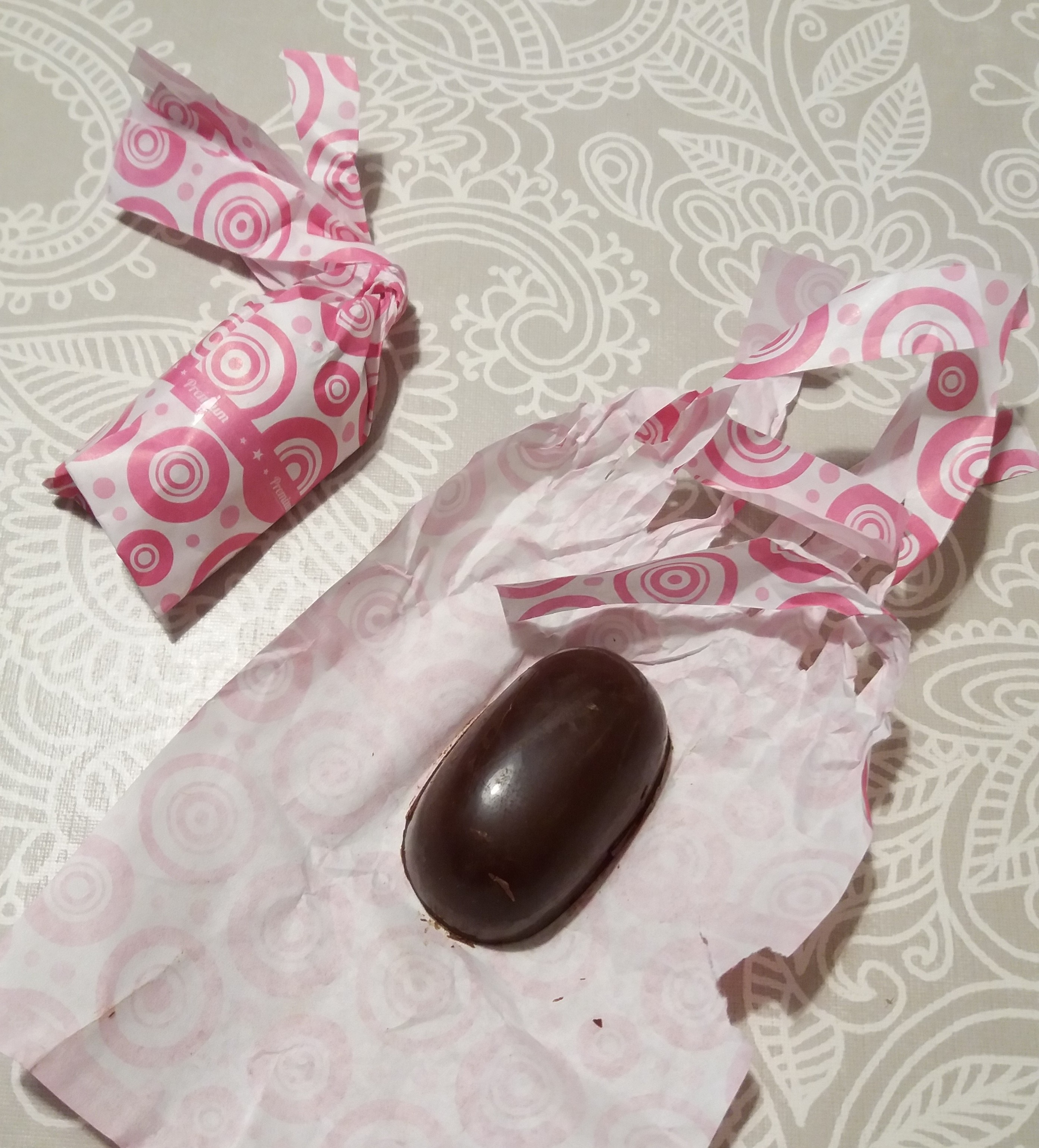
قطعة من التيجا